# Atractus steyermarki
Espèce
Synonymes
- Atractus guerreroi Myers & Donnelly, 2008

Atractus steyermarki est une espèce de serpents de la famille des Dipsadidae.

## Répartition
Cette espèce se rencontre au Venezuela dans l'État de Bolívar et au Guyana dans le Cuyuni-Mazaruni.

## Description
Le plus grand mâle mesure 418 mm de longueur totale dont 348 mm de longueur standard et 70 mm pour la queue et la plus grande femelle 420 mm de longueur totale dont 373 mm de longueur standard et 47 mm pour la queue .

## Taxinomie
Atractus guerreroi a été placée en synonymie avec Atractus steyermarki par Passos, Kok, de Albuquerque et Rivas en 2013.

## Étymologie
Cette espèce est nommée en l'honneur de Julian Alfred Steyermark (1909–1988).

## Publication originale
- Roze, 1958 : Los reptiles del Chimantá Tepui (Estado Bolívar, Venezuela) colectados por la expedición botánica del Chicago Natural History Museum. Acta Biologica Venezuelica, vol. 2, no 25, p. 299-314.